# Треші-Кей Сміт
Треші-Кей Сміт (англ. Trecia-Kaye Smith; нар. 5 листопада 1975) — ямайська легкоатлетка.
Чемпіонка світу 2005 року в потрійному стрибку, дворазова чемпіонка і призерка Ігор Співдружності. Тричі брала участь в літніх Олімпійських іграх.
У 2005 році визнана спортсменкою року на Ямайці.

## Виступи на Олімпіадах
| Олімпіада   | Дисципліна        | Місце |
| ----------- | ----------------- | ----- |
| Афіни 2004  | потрійний стрибок | 4     |
| Пекін 2008  | потрійний стрибок | 11    |
| Лондон 2012 | потрійний стрибок | 7     |